# Italian Open 2020 (теніс)
Italian Open 2020 — тенісний турнір, що проходив на ґрунтових кортах у Римі (Італія) з 14 по 21 вересня. Належав до категорій ATP Masters 1000 та WTA Premier 5, був турніром серії Мастерс Рим 2020 року.

## Фінальна частина

### Чоловіки, одиночний розряд
Новак Джокович —  Дієго Шварцман 7–5, 6–3

### Жінки, одиночний розряд
Сімона Халеп —  Кароліна Плішкова 6–0, 2–1, ret.

### Чоловіки, парний розряд
Марсель Гранольєрс /  Орасіо Себальйос —  Жеремі Шарді /  Фабріс Мартен 6–4, 5–7, [10–8]

### Жінки, парний розряд
Сє Шувей /  Барбора Стрицова —  Анна-Лена Фрідзам /  Ралука Олару 6–2, 6–2